# Hypocephalus armatus
Hypocephalus armatus là một loài bọ cánh cứng trong họ Cerambycidae.